# Комаристий Андрій Валерійович
Андрій Валерійович Комаристий — український гандболіст і військовик, учасник війни на сході України, солдат Збройних сил України. Кавалер ордена «За мужність» III ступеня, почесний громадянин Нововолинська.

## Життєпис
Народився Андрій Комаристий 16 травня 1994 у місті Нововолинськ. Навчався у школі села Низкиничі Іваничівського району. Після закінчення школи навчався у Броварській спортивній школі та Нововолинському ВПУ-1. Після закінчення професійного училища нетривалий час працював на шахті в Нововолинську електрослюсарем. Андрій Комаристий був талановитим спортсменом, неодноразово відстоював честь міста на турнірах з гандболу. Після нетривалої праці на шахті Андрій вирішив вступити на службу до лав Збройних сил України за контрактом, служив у 24-й окремій механізованій бригаді в місті Яворів. Разом із іншими бійцями бригади брав участь у відсічі збройній агресії Росії. Під час служби на сході України служив кулеметником, відрізнявся хоробрістю та неодноразово захищав своїх побратимів від загибелі. Під час важких боїв біля села Хрящувате Андрій Комаристий був важко поранений, і помер 5 вересня (за іншими даними — 4 вересня) 2014 року.
Похований Андрій Комаристий на кладовищі у рідному місті Нововолинську.

## Нагороди
14 березня 2015 року — за особисту мужність і героїзм, виявлені у захисті державного суверенітету та територіальної цілісності України, вірність військовій присязі під час російсько-української війни, відзначений — нагороджений орденом «За мужність» III ступеня (посмертно).

## Вшанування пам'яті
9 квітня 2015 року у Нововолинську відбулось урочисте відкриття Стели Героям, на якій розміщені фотографії усіх жителів міста, які полягли під час Революції Гідності та війни на сході України: Сергія Байдовського, Романа Бірюкова, Сергія Бугайчука, Андрія Дрьоміна, Андрія Задорожнього, Ігора Кантора, Павла Попова, Володимира Пушкарука, Олександра Свинчука та Андрія Комаристого.
27 травня 2014 року на будівлі Низкиницької ЗОШ, де навчався майбутній воїн, було встановлено меморіальну дошку на його честь.
3 березня 2016 року Іваничівська районна рада ухвалила рішення про присвоєння імені Андрія Комаристого загальноосвітній школі в селі Низкиничі.